# Индрехтах мак Дунгалайг
Индрехтах мак Дунгалайг (др.‑ирл. Indrechtach mac Dungalaig; умер в 748) — король Наута (Северной Бреги) и всей Бреги (742—748) из рода Сил Аэдо Слане.

## Биография
Индрехтах был сыном Дунгала и внуком первого короля Северной Бреги Конайнга Куйрре. Он принадлежал к Уи Хонайнг, одной из двух основных ветвей рода Сил Аэдо Слане.
Индрехтах мак Дунгалайг получил власть над Наутом в 742 году, когда его предшественник на престоле Конайнг мак Амалгадо был убит, вероятно, по приказу верховного короля Ирландии Аэда Аллана.
Контролируемые Индрехтахом мак Дунгалайгом земли Северной Бреги располагались к северу от реки Лиффи. Резиденция правителей Наута находилось на территории одноимённого древнеирландского кургана.
По свидетельству ирландских анналов, в 743 году Индрехтах мак Дунгалайг в сражении при Даим Дейрге нанёс поражение Дунгалу мак Флайнну, правителю небольшого брегского королевства Фир Хул Брег. Король Фланн пал на поле боя. Союзниками Индрехтаха были люди из септа Сил Длутайг, родоначальником правителей которого был король Лагора (Южной Бреги) Катал мак Аэда из рода Уи Хернайг.
Индрехтах мак Дунгалайг скончался в 748 году. В сообщениях анналов об этом событии он назван «королём кианнахтов» (др.‑ирл. rí Ciannachta). Новым правителем Наута стал Дунгал мак Амалгадо.